# Sân bay Ngara
Sân bay Ngara (ICAO: HTNR) là một sân bay ở Ngara, Tanzania.